# Florrie Baldwin
Florence Emily (Florrie) Davies Baldwin (Leeds, 31 maart 1896 – aldaar, 8 mei 2010) was van 28 juni 2009 tot haar overlijden de oudste mens van Europa. Ze werd ruim 114 jaar oud.
Ze was de dochter van Methuselah Davies (1861-1946) uit Dowlais (Wales) en Florence Susannah Bird (1863-1926) uit Aylsham (Norfolk). In 1920 trouwde ze met Clifford Baldwin, die in 1973 stierf. Tot haar 105e woonde ze nog op zichzelf.
Baldwin herinnerde zich nog het bezoek van koningin Victoria aan haar geboorteplaats Leeds, toen Baldwin vier jaar oud was, en het einde van de Tweede Boerenoorlog in 1902, toen ze zes was.